# Le Sourire (Zeitschrift)

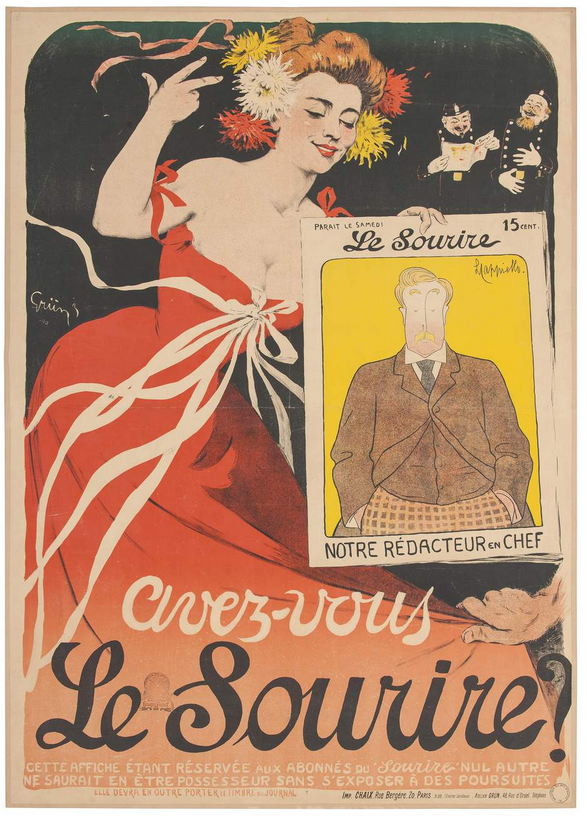
Poster Le Sourire 1900

Le Sourire (Das Lächeln) war eine 1899 gegründete, wöchentlich erscheinende, illustrierte französische Humorzeitschrift, die bis 1940 bestand.

## Geschichte
Um mit Le Rire zu konkurrieren, gründete Maurice Méry am 25. August 1899 in Paris Le Sourire, eine wöchentlich erscheinende humoristische Zeitung. Zum Chefredakteur ernannte er den Schriftsteller Alphonse Allais, der diesen Posten bis zu seinem Tod Ende Oktober 1905 innehatte.
Im Jahr 1900 zeichnete Grün als Werbung für die Zeitschrift ein lithografiertes Plakat mit dem Titel „Haben Sie das Lächeln?“ (Avez-vozs Le Sourire ?), das eine amüsante Mise en abyme darstellt: Eine lächelnde Frau will mit einer imaginären Schere die Zeitung zensieren, die sie mit ihrer linken Hand hochhält; die Titelseite dieser Zeitung zeigt Alphonse Allais aus der Sicht von Leonetto Cappiello; unten rechts packt eine Hand das Kleid der Frau, während zwei Gendarmen in einer Ecke lachen …
Es ist unklar, ob und in welcher Form Le Sourire zwischen Juli 1914 und April 1922 bestand; die französische Sprachversion nennt Ausgaben aus dieser Zeit und den Chefredakteur Rodolphe Bringer. Dabei sei auch der Name zeitweilig in Le sourire de France geändert worden.

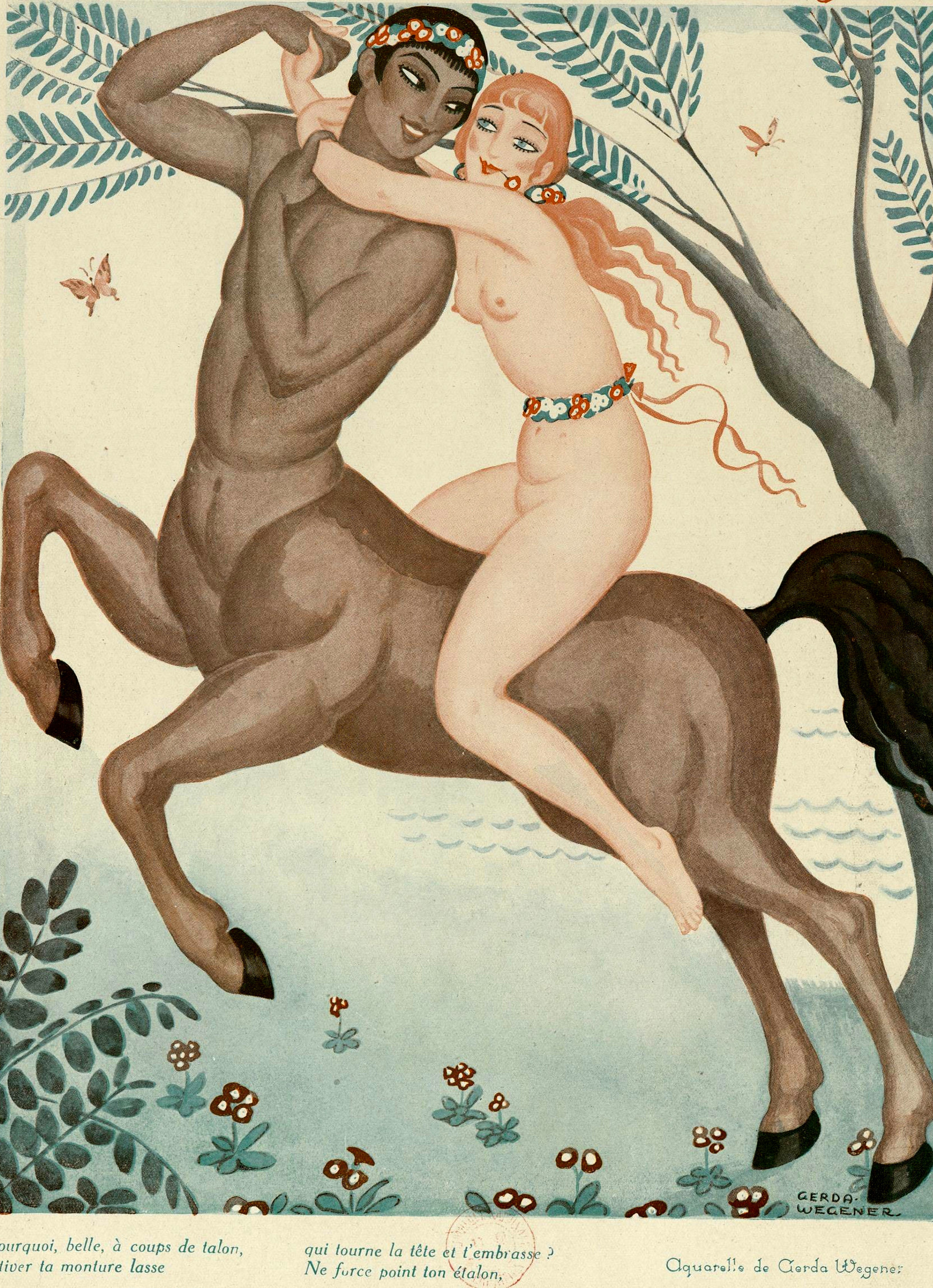
Gerda Wegener - Le Sourire - Pourquoi belle, à coups de talon, activer la monture lasse

1922 übernahm Paul Briquet die Leitung des Magazins, bis er 1930 starb. Das Magazin richtete sich nun an eine männliche Leserschaft, indem es Bilder von mehr oder weniger unbekleideten Frauen zeigte.
Mit einem Verkaufspreis, der von 1 auf 2 Francs, und später auf 4 Francs erhöht wurde, erschien Le Sourire bis zum 30. September 1939 (Nr. 1942) weiterhin regelmäßig wöchentlich.
In den letzten Jahren definierte sich das Magazin als „parisien, exotique, pittoresque, intime“ und zog in das Viertel Pigalle um, wo sich zuvor Le Rire befunden hatte. Dabei wurden die ganzseitigen Bilder allmählich durch Vignetten und mehr Text ersetzt. Zwischen Oktober 1939 und Mai 1940 erschien eine dritte und letzte Serie, die alle zwei Monate an den Kiosken verkauft wurde und 10 Lieferungen umfasste: Danach wurde der Titel mit der Besetzung von Paris durch die deutsche Armee eingestellt.

## Autoren und Zeichner
Neben Alphonse Allais schrieben auch Sacha Guitry und Max Jacob für die Zeitung. Zu den Zeichnern – Le Sourire veröffentlichte eine große Anzahl von farbigen und schwarzen Karikaturen, die durch Zinkografie reproduziert wurden – gehörten neben Grün und Capiello unter anderem Edouard Bernard, Albert Bertrand, Albert Guillaume, André Hellé, Étienne Le Rallic und Enzo Manfredini.
Ab den 1920er Jahren wurde auf dem Cover systematisch eine Zeichnung von „Midinette“ abgebildet, die den Pin-up-Stil vorwegnahm.

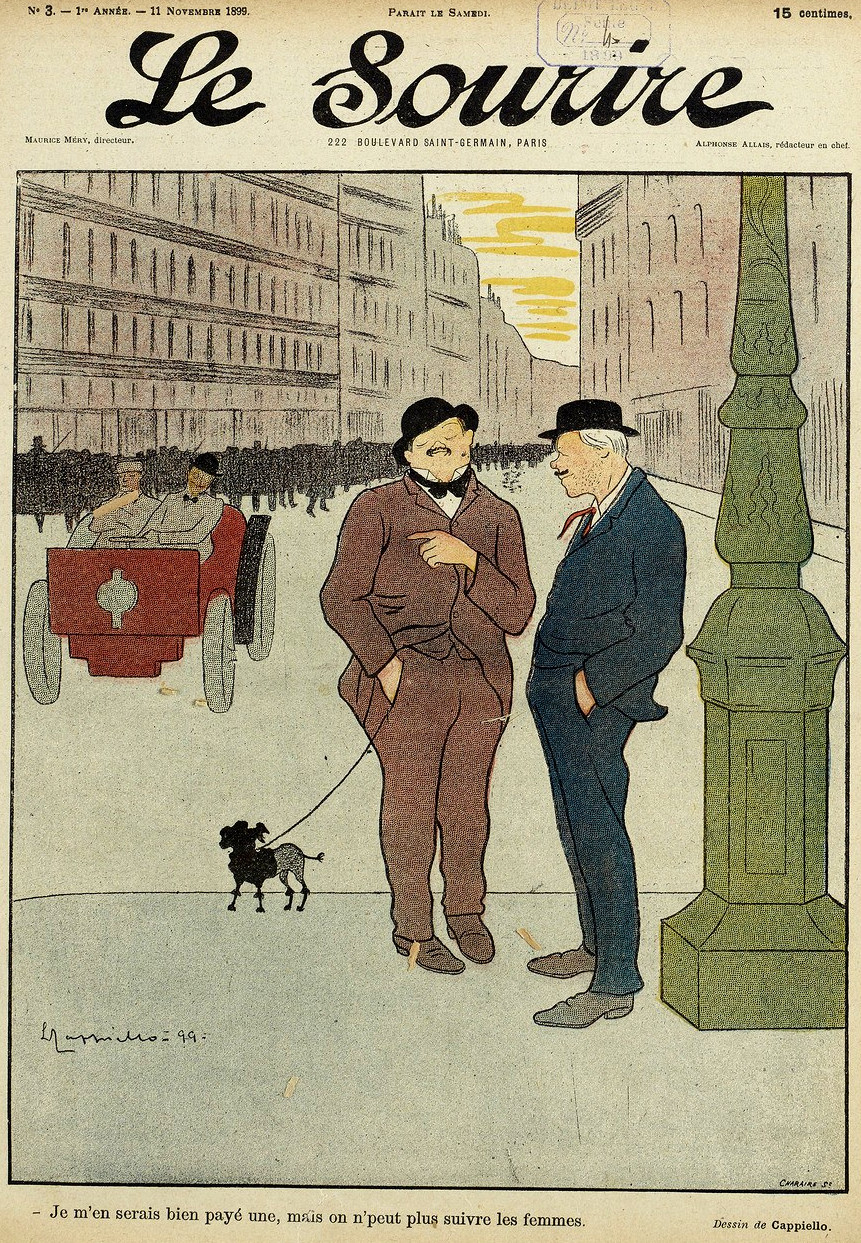
Cappiello, Le Sourire vom 11. November 1899
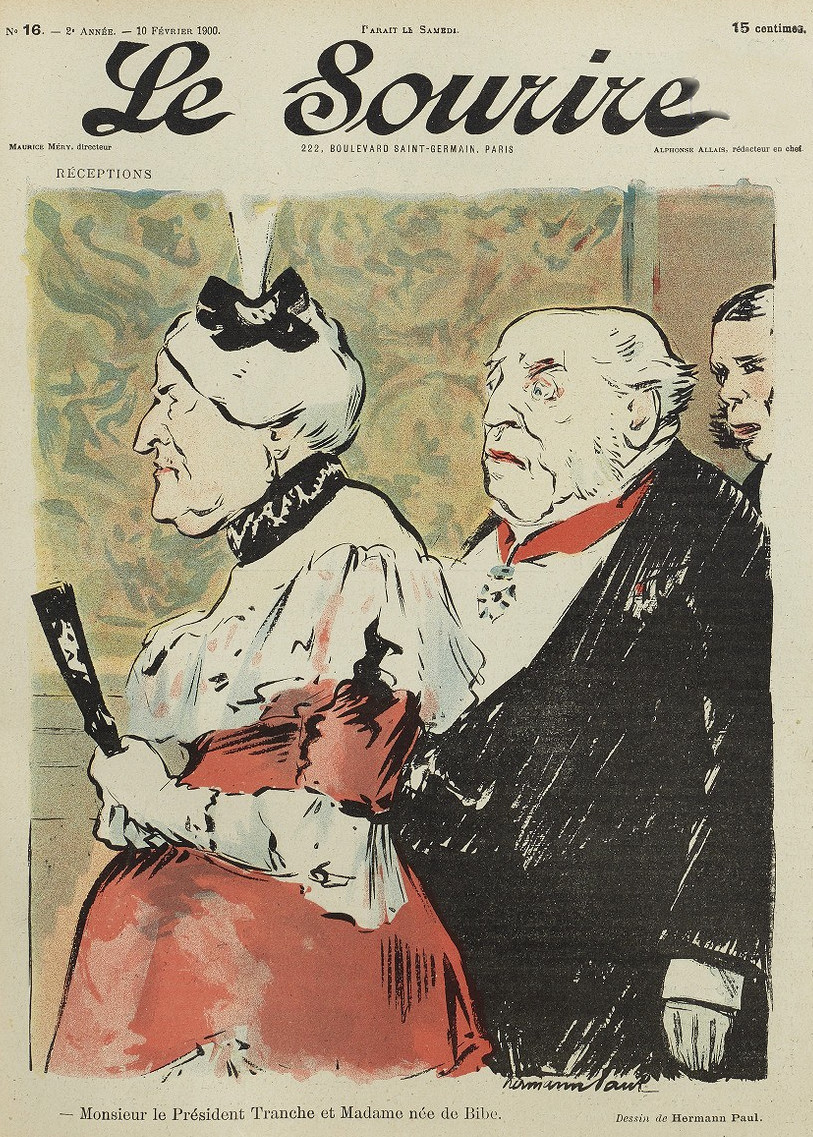
Hermann-Paul – Le Sourire vom 10. Februar 1900
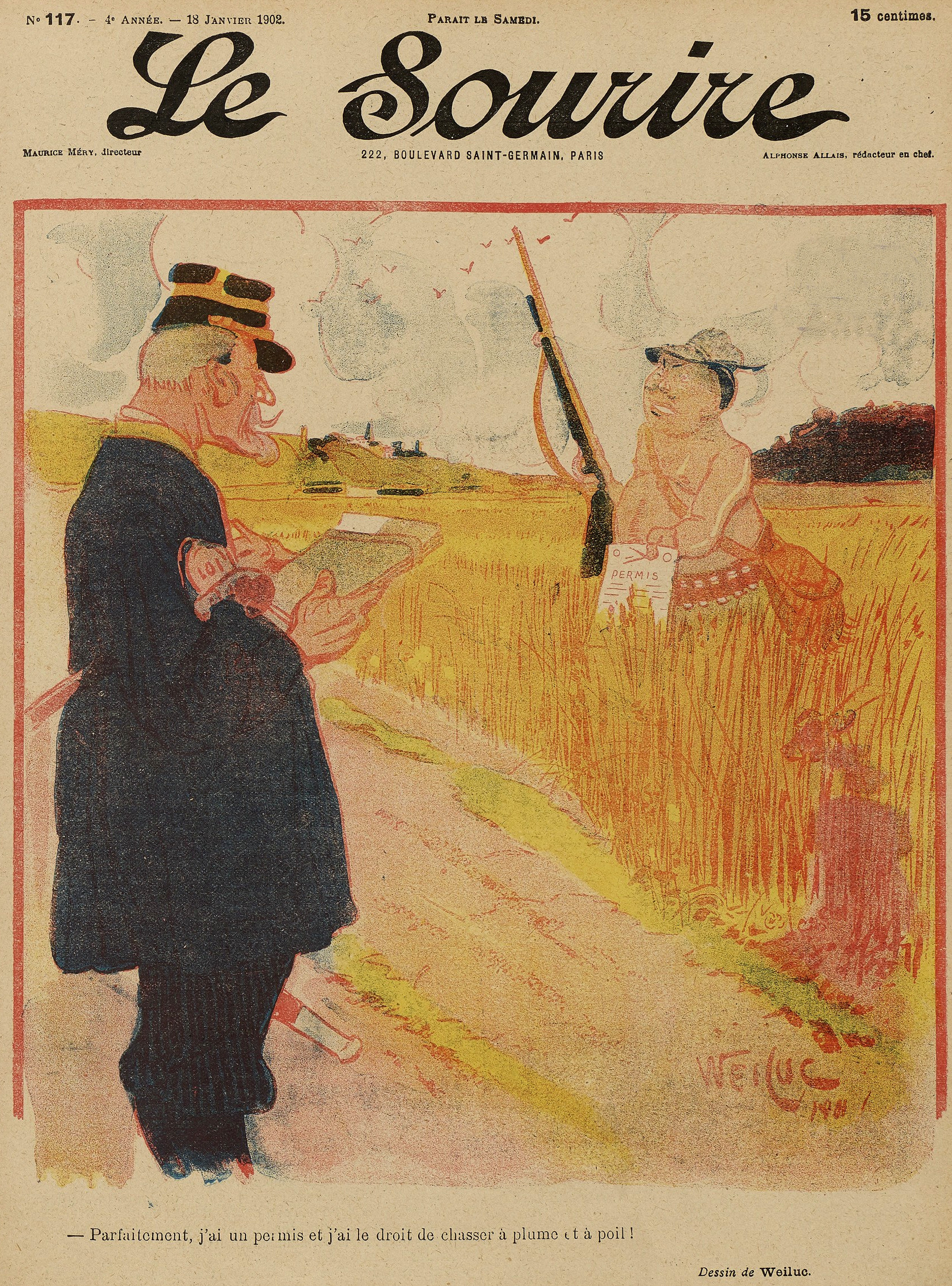
Lucien-Henri Weiluc, Le Sourire vom 18. Januar 1902
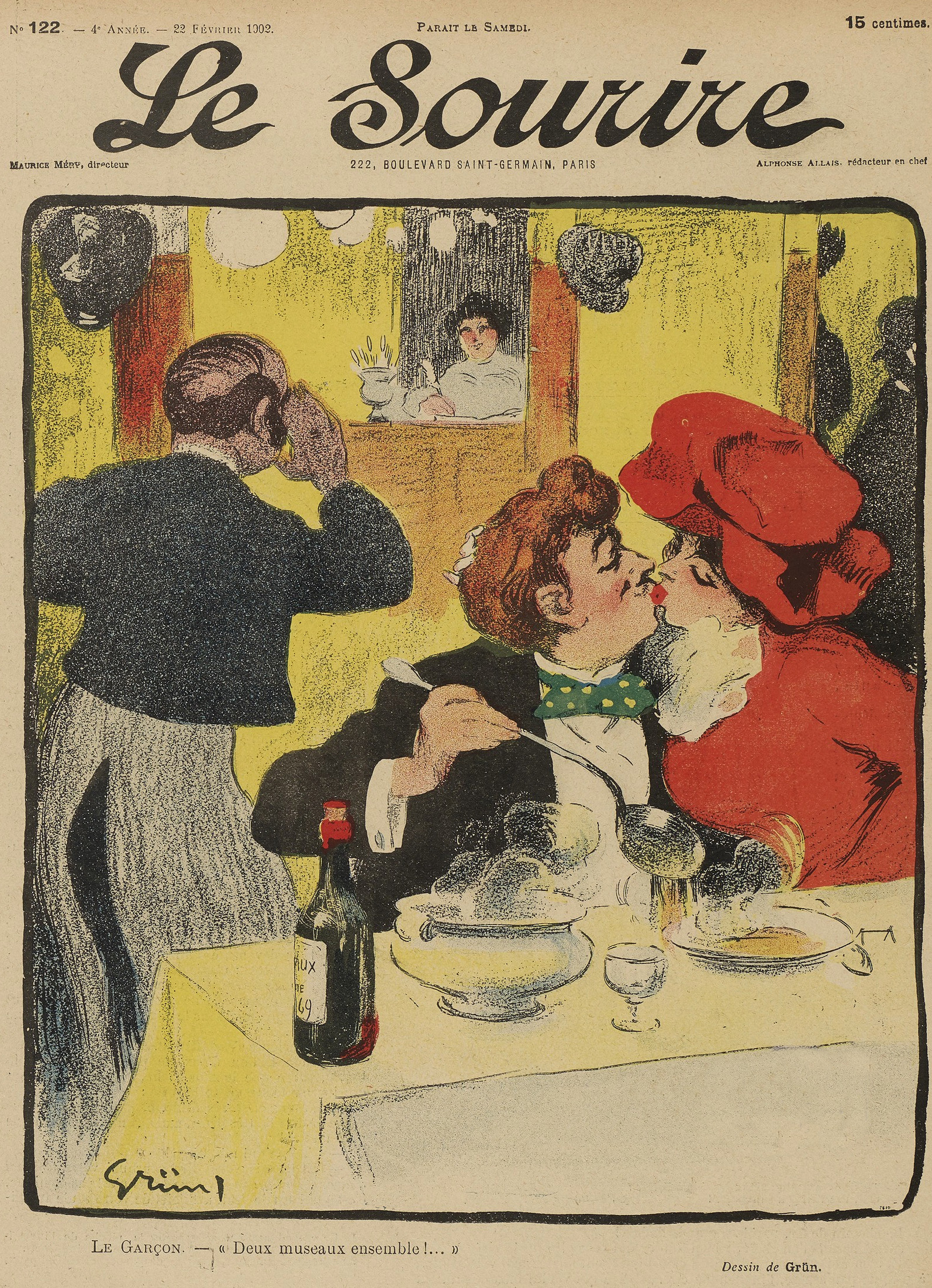
Jules Alexandre Grün – Le Sourire vom 22. Februar 1902
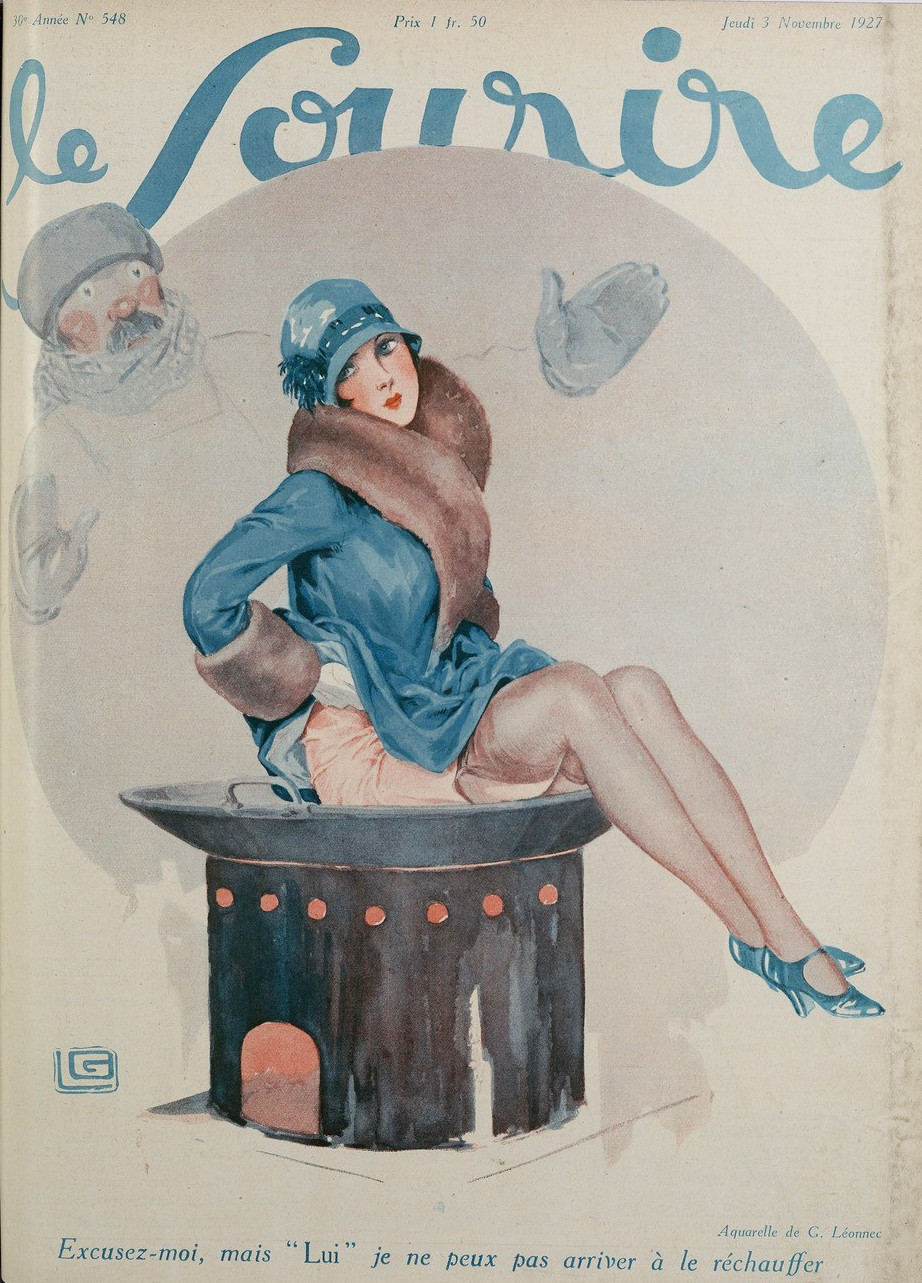
Excusez moi, mais "lui" je ne peux pas arriver à le réchauffer (Georges Léonnec)